# Балканкар Г. Михайлов
„Балканкар Г. Михайлов“, срещан също като „Балканкар Георги Михайлов“ или „Балканкар ГМ“, е машиностителен завод в Кнежа, област Плевен.

## Описание
Специализиран е в производство на части за кари, поддръжка и ремонт на електромагнити, реверсори, постояннотокови електродвигатели, електрически табла, електроинсталации, бобини, ротори, ремонт на всички видове двигатели с мощност до 400 kW и напрежение до 400 V. Той работи на пазарите на Русия, ОНД, страни от Европейския съюз и Близкия изток. От 2013 г. е партньор на китайския производител на кари EP Equipment.
Предприятието е разположено на площ от 27 000 m², от които 7500 m² площ е застроена основно с производствени помещения. Има собствена електрическа подстанция с мощност 3000 kW, пречиствателна станция за отпадни води, инсталация за подаване на природен газ.

## История
Предприятието е създадено през 1968 г. като поделение на завод „Георги Костов“ в София. През 1987 г. се обособява като машиностроителен завод „Георги Михайлов“. Тогава той е в структурата на ДСО „Балканкар“, сред най-големите производители на електрокари в света през 1970-те и 1980-те години, преобразувано по-късно в „Балканкар холдинг“.
След обявяването на холдинга в несъстоятелност започва приватизация на дружествата му. През 2007 г. е осъществена приватизацията на „Балканкар ГМ“. Новият му собственик започна обновяване и пълна модернизация. През 2008 г. заводът получава сертификат ISO 9001:2008 за системата си за осигуряване на качеството.